# TSUYOSHI (歌手)
TSUYOSHI（ツヨシ）は、名古屋出身のR&B歌手である。

## 略歴
大学在学中に活動開始。
2008年5月、ビクターエンタテインメントよりシングル「優しい涙」でメジャー・デビュー。
2009年夏、”SUGAR SHACK FAMILY”に参加。
2012年1月〜3月にかけて、「Progress」が『ビートたけしのTVタックル』のエンディングテーマに起用された。
2013年1月26日、ワンマンアコースティックライブ「unplugged vox」vol.1を開催。以後定期的に行われ、2020年5月末現在vol.31まで開催されている。
2016年9月24日、ニコニコ生放送にて「TSUYOSHIと西崎信太郎のR&B生談義」vol.1を配信。以後2016年9月19日配信のvol.25まで月に1回配信し、以後は不定期配信となった。

## ディスコグラフィ

### シングル
1. 優しい涙（2008年5月21日）
  1. 優しい涙
  2. 太陽の女神
  3. 連想ゲーム (Mo' Tax Remix/Remixed by TSUYOSHI) / BENNIE K with TSUYOSHI
  4. 優しい涙 (Instrumental)
  5. 太陽の女神 (Instrumental)
2. For Real （2008年10月1日）
  1. For Real
  2. Ooooh
  3. Anniversary
  4. PLATINUM
  5. Magic
  6. 優しい涙〔Acoustic Remix〕

### アルバム
1. ALL ABOUT LOVE （2011年3月2日）
  1. tell me
  2. Ooooh
  3. 太陽の女神
  4. このままずっと
  5. Love Song 〜ヒカリアビテ〜
  6. For Real
  7. Number One feat. GIPPER
  8. Platinum
  9. Magic
  10. Unforgettable
  11. 優しい涙
  12. Anniversary
  13. BREATHE
  14. Closer
  15. 優しい涙（Mo' Natural Remix）
  16. Daylight-BONUS TRACK-
2. Song For Love （2011年12月7日）
  1. Progress （テレビ朝日系『ビートたけしのTVタックル』エンディングテーマ曲）
  2. I Want You
  3. You’re My Only Girl
  4. But I Miss You feat. YUKALI
  5. 雨音
  6. はじまりのmelody
  7. Starting Over
  8. Never Too Late
  9. Touch Of Love
  10. 心の熱
3. BEAUTIFUL （2013年9月25日）
  1. Neo Sparkle
  2. Love You Better
  3. Always
  4. Femme Fatale
  5. Secret Lovers
  6. きみの忘れもの
  7. Chu Chu feat. 大神:OHGA
  8. そう、君はひとりじゃない
  9. 夏の調べ
  10. Beautiful

### Collection Album
1. LOVE （2014年7月23日）
  1. ノスタルジア
  2. Arthur's Theme (Best That You Can Do) 邦題「ニューヨーク・シティ・セレナーデ」
  3. 優しい涙
  4. Progress （テレビ朝日系『ビートたけしのTVタックル』エンディングテーマ曲）
  5. Love You Better
  6. Ooooh
  7. Beautiful
  8. For Real
  9. 雨音
  10. Always
  11. Love Song 〜ヒカリアビテ〜
  12. 心の熱

### 参加作品
1. BENNIE K「サンライズ」（2004年9月22日）
3.Lost Paradise feat.TSUYOSHI
2. 2BACKKA「Turn」（2004年11月5日）
5.Going My Way feat.TSUYOSHI
3. SOUL'd OUT「To All Tha Dreamers」（2005年2月2日）
17.告白 feat.TSUYOSHI
4. 2BACKKA「blooming sound」（2005年4月8日）
2.春よ feat.TSUYOSHI
5. オムニバス「UNITY」（2005年10月7日）
7.Just one thing
6. BENNIE K「ザ・ベニーケー・ショウ〜on the floor編〜」（2006年8月2日）
3.連想ゲーム
7. AZU「Co.Lab」
10.大切なもの Co. 今井洋介, 草川瞬 from BRIDGET, TSUYOSHI, OSLT BAND & ALL FANS（2015年1月14日）

## プロデューサー
- 今井了介
- BACH LOGIC
- STY